# Alice Kober
Alice Elizabeth Kober (født 23. december 1906, død 16. maj 1950) var en amerikansk klassicist, der bedst er kendt for sit arbejde med dechifreringen af Linear B. Hun blev uddannet ved Hunter College og Columbia University og underviste fra 1930 til sin død i klassikere på Brooklyn College. I 1940'erne udgav hun tre store artikler om manuskriptet, hvilket demonstrerede bevis på bøjning; hendes opdagelse muliggjorde deduktion af fonetiske forhold mellem forskellige tegn uden at tildele dem fonetiske værdier, og var et nøgletrin i den endelige dechiffrering af skriften.

## Tidligt liv og uddannelse
Alice Elizabeth Kobers forældre var de ungarske immigranter Franz og Katharina Kober. Familien boede i Yorkville, Manhattan, og Franz arbejdede som møbelpolstrer og senere inspektør. Hun havde en to år yngre bror ved navn William.  Kober studerede på Hunter College High School og vandt i 1924 et stipendium på $100 pr. år.  Hun fortsatte på Hunter College, hvor hun tog hovedfag i latin eller klassikere  og i 1928 dimitterede magna cum laude.   Det var under sine bachelorstudier, at Kober først blev introduceret til de minoiske skrifter .   Efter endt uddannelse begyndte hun at studere ved Columbia University, samtidig med at hun underviste i Hunter Colleges klassikerafdeling.  Hun blev i 1929 tildelt en MA fra Columbia og i 1932 en PhD.  Hendes ph.d.-afhandling handlede om "Brugen af farveudtryk hos de græske digtere, inklusive alle digtere fra Homer til 146 f.Kr. undtagen epigrammatikerne". 
Som kandidatstuderende studerede Kober bredt og tog klasser i matematik, kemi og astronomi såvel som klassikere.  Efter at have afsluttet sin ph.d., fik hun erfaring med arkæologi, og deltog i 1936 i feltarbejde i Chaco Canyon organiseret af University of New Mexico, og i 1939 i Athen, Grækenland med American School of Classical Studies.  Hun studerede en række sprog. Ud over at beherske græsk, latin, fransk, tysk og angelsaksisk,  tog hun i 1941-42 kurser i sanskrit på det sproglige institut og i 1942-45 på Yale; hun tog også klasser i hettitisk, gammelpersisk, tokarisk, gammelirsk, akkadisk, sumerisk, kinesisk og baskisk .  I slutningen af 1946, i starten af sit Guggenheim-stipendium, studerede hun adskillige sprog i det gamle Lilleasien, herunder karisk, hattisk, hurrisk, lykisk og lydisk. 

## Karriere
Fra 1930 til hendes død i 1950 underviste Kober på Brooklyn College.  I 1936 blev hun adjunkt, og i 1950 lektor.  Fra 1944 oversatte hun lærebøger og eksamener til blindeskrift for alle Brooklyn Colleges blinde studerende. 
Kober var medlem af adskillige professionelle organisationer, herunder American Classical League, Archaeological Institute of America – hvor hun var i redaktionen på American Journal of Archaeology –,  American Philological Association,  og Linguistic Society of Amerika .  Fra begyndelsen af 1940'erne var hun fakultetsrådgiver for Hunter College-kapitlet i Eta Sigma Phi, et æresselskab for klassikere.  I 1948 blev hun forskningsmedarbejder ved University of Pennsylvanias museum . 
Kober blev aldrig gift og er ikke kendt for at have haft nogen romantiske forhold; bortset fra sine undervisningsforpligtelser dedikerede hun sit liv til dechifreringen af Linear B.  Hun begyndte at arbejde på manuskriptet i startenen af 1930'erne, men holdt ikke foredrag eller udgav noget om det før i 1940'erne.  I modsætning til andre forskere på det tidspunkt, som begyndte deres analyse af scriptet ved at forsøge at identificere sproget, som det kodede, mente Kober, at enhver dechiffrering af Linear B måtte begynde med de interne beviser fra Linear B-tavlerne.  Hun begyndte sit arbejde med Linear B ved at analysere de enkelte tegn på tabletterne, udarbejde statistik om deres hyppighed, de positioner, de optrådte i, og de tegn, de optrådte ved siden af.  I løbet af sit arbejde med manuskriptet udfyldte hun 40 notesbøger og – efter begyndelsen af Anden Verdenskrig gjorde det sværere at få fat i papir – 180.000 kartotekskort lavet af skrotpapir med hendes forskningsnotater. 
I 1945 udgav Kober den første af tre store artikler om Linear B, "Bevis for bøjning i 'Chariot' Tablets of Knossos", som beviser hypotesen, som først foreslået af Sir Arthur Evans, at den repræsenterede et bøjet sprog .  I 1946 udgav hun den anden af sine store artikler om manuskriptet, "Inflection in Linear Class B".  Dette papir, som ifølge Maurice Pope var hendes "mest stringente og mest berømte" arbejde,  skulle vise sig at være et afgørende skridt i den endelige dechiffrering af Linear B.  I den identificerede Kober såkaldte brostavelser, hvor begyndelsen af stavelsen er en del af roden af et ord, og slutningen er en del af det bøjede suffiks; dette gjorde det muligt at identificere fonetiske forhold mellem sæt af lineære B-tegn. 
Også i 1946 blev Kober tildelt et Guggenheim Fellowship, hvilket gav hende mulighed for at tage et år fri fra sine undervisningsopgaver for at arbejde på Linear B på fuld tid.  Hun rejste til England og tilbragte fem uger på St. Hugh's College, Oxford, hvor hun kunne få adgang til hele samlingen af upublicerede Linear B-inskriptioner, der blev opdaget af Evans.  Kober brugte sin tid i Oxford på manuel at kopiere disse, så de kunne analyseres hjemme i New York; hvor hun før kun havde haft adgang til de omkring 200 allerede offentliggjorte inskriptioner,  havde hun efter sin tid på St. Hugh's kopier af næsten 1800. 
I september 1947, på foranledning af John Franklin Daniel, redaktøren på American Journal of Archaeology, begyndte Kober arbejdet på sit tredje store papir om Linear B, der opsummerer videnskabstilstanden for de minoiske skrifter;  hun indsendte det færdige manuskript i oktober 1947,  og det blev udgivet i 1948.  Med udgangspunkt i sine papirer fra 1945 og 1946 opstillede Kober i denne artikel et sæt af ti Linear B-tegn, der for hvert tegn viste, hvilke andre tegn den delte en konsonant eller vokal med.  I slutningen af 1940'erne begyndte hun også at læse korrektur på John Myres ' manuskript til Scripta Minoa II .  Hun vendte i 1948 tilbage til Oxford for at samarbejde med Myres om forberedelsen af manuskriptet til udgivelse og indvilligede i at hjælpe med Scripta Minoa III, som skulle dække Linear A. 

## Død og arv
I juli 1949 blev Kober syg og blev indlagt.  Hun døde 16. maj 1950, 43 år gammel.  Der findes ikke noget om årsagen til hendes sygdom i hendes korrespondance, dødsattest eller nekrologer.  Ifølge hendes kusine gik familierygtet på, at hun døde af mavekræft.  Kober efterlod sine arkiver til Emmett L. Bennett Jr.,  en amerikansk klassiker, som hun siden 1948 havde korresponderet med.  De opbevares af University of Texas i Austin . 
Kober huskes som en vigtig bidragsyder til dechiffreringen af Linear B. I en nekrolog i tidsskriftet Language skrev Adelaide Hahn, at "hvis og når denne dechifrering i sidste ende opnås, vil det helt sikkert vise sig, at hendes omhyggelige og trofaste markarbejde vil findes at have haft en del deri".  Denne forudsigelse skulle vise sig at være sand: efter Michael Ventris ' dechiffrering af manuskriptet anerkendte hans samarbejdspartner John Chadwick hende for at have lagt fundamentet og beskrev hendes bidrag til studiet af Linear B som "det mest værdifulde" indtil Ventris' endelige løsning. 

## Udvalgt bibliografi
- Kober, Alice (1945). "Evidence of Inflection in the 'Chariot' Tablets of Knossos". American Journal of Archaeology. 49 (2): 143-151. doi:10.2307/499698. JSTOR 499698. S2CID 245266039.
- Kober, Alice (1946). "Inflection in Linear Class B: I – Declension". American Journal of Archaeology. 50 (2): 268-276. doi:10.2307/499054. JSTOR 499054. S2CID 192544434.
- Kober, Alice (1948). "The Minoan Scripts: Fact and Theory". American Journal of Archaeology. 52 (1): 82-103. doi:10.2307/500554. JSTOR 500554. S2CID 193101644.

## Citerede værker
- Chadwick, John (1967). The Decipherment of Linear B (2nd udgave). Cambridge: Cambridge University Press.
- Dow, Stirling (1954). "Necrology: Alice Elizabeth Kober". American Journal of Archaeology. 58 (2). JSTOR 500113.
- Fox, Margalit (2013). Riddle of the Labyrinth. London: Profile Books. ISBN 9781781251324.
- Gallafent, Alex (6. juni 2013). "Alice Kober: Unsung heroine who helped decode Linear B". BBC.
- Hahn, Adelaide (1950). "Alice E. Kober". Language. 26 (3).
- "Miscelanea". Minos. 1: 138-139. 1951.
- "PASP Archives and Finding Aids". University of Texas. Hentet 4. april 2022.
- Pope, Maurice (1975). The Story of Decipherment: From Egyptian Hieroglyphics to Linear B. London: Thames and Hudson.
- Voight, Laura A. "Professor Alice Kober" (PDF). Brown University.